# Jean-Pierre Schmitz

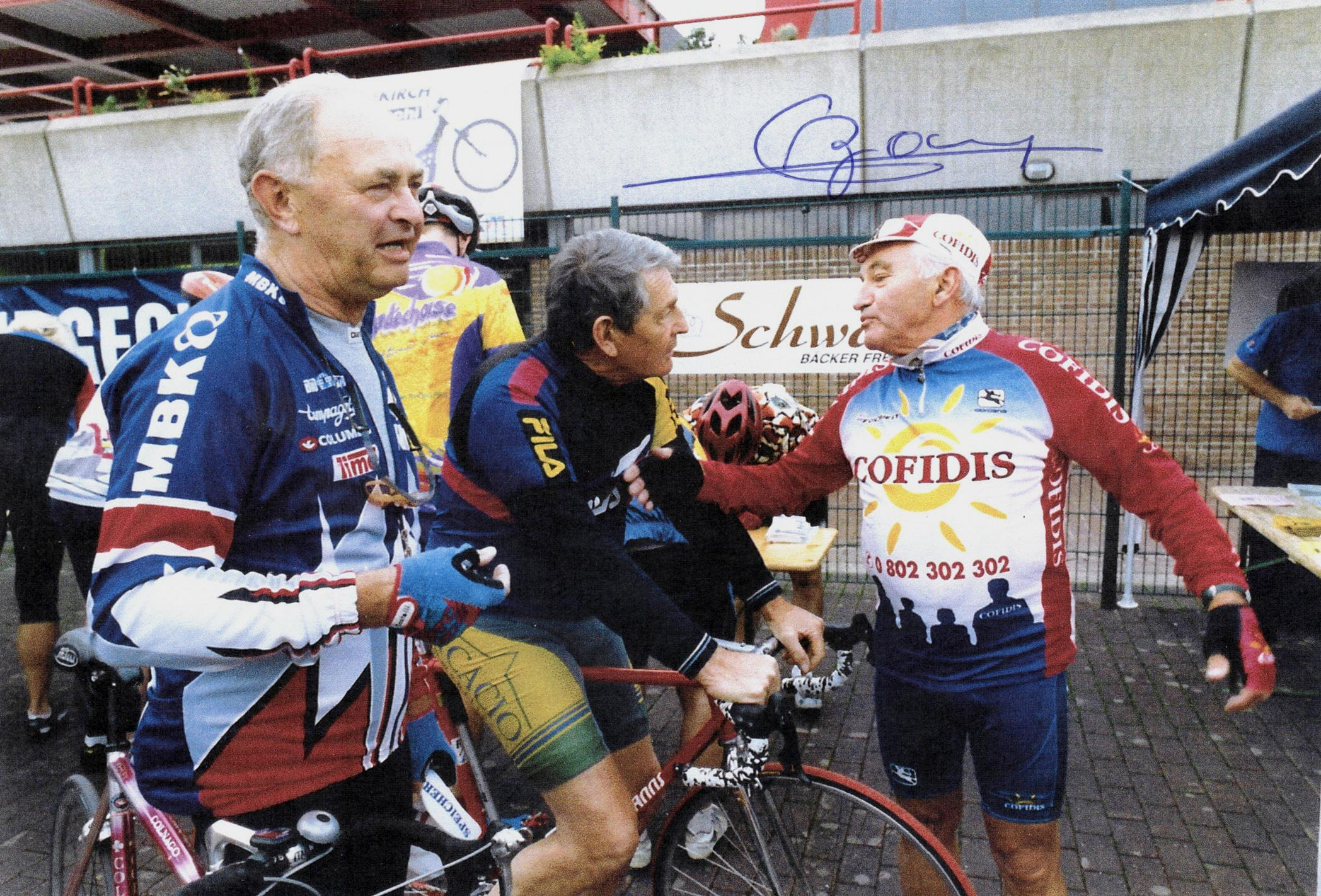
Jean-Pierre Schmitz (l.) mit Aldo Bolzan (M.) und Jean Stablinski (2006)

Jean-Pierre Schmitz, genannt Jempy Schmitz (* 15. Februar 1932 in Huldingen; † 14. November 2017) war ein luxemburgischer Radrennfahrer.

## Sportliche Laufbahn
Jean-Pierre Schmitz wurde 1952 luxemburgischer Meister im Straßenrennen der Amateure; 1953 belegte er in der Gesamtwertung der Österreich-Rundfahrt Platz zwei hinter seinem Landsmann François Gehlhausen. Zudem wurde er „Großglocknerkönig“, d. h., er überquerte den Großglockner auf der Etappe als Erster. 1954 trat er zu den Profis über. Im selben Jahr belegte er den zweiten Rang in der Gesamtwertung des Critérium du Dauphiné, wurde Dritter der luxemburgischen Straßenmeisterschaft und gewann die Luxemburg-Rundfahrt.
1955 wurde Schmitz in Frascati Vize-Weltmeister im Straßenrennen hinter dem Belgier Stan Ockers. 1957 gewann er den Grand Prix Midi Libre, im Jahr darauf wurde er zweifacher luxemburgischer Meister im Straßenrennen sowie im Einzelzeitfahren und gewann die Luxemburg-Rundfahrt ein zweites Mal. 1959 und 1960 wurde er jeweils Zweiter der luxemburgischen Meisterschaft im Straßenrennen.
Fünfmal startete Jean-Pierre Schmitz bei der Tour de France. 1956 gewann er eine Etappe und wurde 36. der Gesamtwertung, 1958 belegte er Platz 37. Beim Giro d’Italia war er in seiner Laufbahn nicht am Start, die Vuelta a España fuhr er 1960, schied aber aus.

## Ehrungen
In Schmitz’ Heimatstadt Huldange wird seit 1993 jährlich das Jedermannrennen „Randonnée Jempy Schmitz“ ausgetragen. Start und Ziel sind in Diekirch. Von den drei verschieden langen Strecken führen die beiden längsten durch Huldang.